# Daddy - mit liv som husfar
Daddy - mit liv som husfar er en dansk dokumentarfilm fra 2020 instrueret af Lars Emil Leonhardt og Brendan Cooney.

## Handling
Amerikanske Brendan var antropolog og rejste verden rundt for at studere fremmede kulturer og folkeslag. Altså lige indtil han mødte sit livs kærlighed i Danmark og blev far til deres fælles barn. Med et udansk blik på det lille land – men med en selvironi, som han må have samlet op her – bliver Brendans eget liv genstand for hans professionelle og ofte morsomme syn på faderrollen. Den er nemlig på fuldtid, da det ikke er så let at finde et job, når man ikke rigtigt taler dansk. Enhver forfængelighed er for længst smidt over bord, og filmen er en ærlig og usentimental film med et varmt hjerte.

## Medvirkende
- Brendan Cooney
- Ida Buhl